# Marihatag
Marihatag (Bayan ng Marihatag) är en kommun i Filippinerna. Kommunen ligger på ön Mindanao, och tillhör provinsen Surigao del Sur. Folkmängden uppgår till 16 394 invånare.
Marihatag är indelat i 12 barangayer.